# Pantherodes crassa
Pantherodes crassa là một loài bướm đêm trong họ Geometridae.